# Pallacanestro Cantù 1999-2000
Questa voce raccoglie le informazioni riguardanti la Pallacanestro Cantù nelle competizioni ufficiali della stagione 1999-2000.

## Stagione
La stagione 1999-2000 della Pallacanestro Cantù, sponsorizzata Canturina Servizi, è la 43ª nel massimo campionato italiano di pallacanestro, la Serie A1.
Fra le novità apportate dalla nuova gestione ci fu la nomina di un nuovo capitano, visto che Eros Buratti era ancora in fase di recupero dall'infortunio, così Antonello Riva poté realizzare quello che era stato uno dei suoi sogni giovanili.
Il campionato iniziò con la vittoria interna contro Trieste e in seguito nel cammino dei biancobù arrivarono quattro vittorie in dieci partite. Quelle partite avevano portato con loro un buon periodo di forma per il giovane Enrico "Chicco" Ravaglia che dopo le difficoltà iniziali era riuscito ad inserirsi negli equilibri della squadra. In questo modo il 22 dicembre, nella gara interna contro Reggio Emilia, l'ultima di andata, Chicco mise a segno 23 punti, giocando la sua miglior partita nelle file canturine. Purtroppo il destino fu crudele con lui, perché rientrando a casa, nella sua Bologna, Enrico Ravaglia fu vittima di un incidente stradale che se lo portò via. Per questo l'8 gennaio, nella gara contro la Pallacanestro Varese venne ritirata la maglia numero 6 portata da Chicco. La Pallacanestro Cantù però non seppe riprendersi ed arrivarono sei sconfitte di fila e di conseguenza anche la penultima posizione in un gruppo di sei squadra racchiuse in due punti. Successivamente arrivarono una sola vittoria e ancora tre sconfitte che misero ancora più pressione ai canturini. Con questo scenario la Pallacanestro Cantù riuscì a battere la Kinder Bologna e la Lineltex Imola e anche ad ottenere la salvezza matematica. Tuttavia all'ultima giornata i canturini non riuscirono a superare una già retrocessa Reggio Emilia e a centrare i playoff, in cui partecipavano quattordici delle sedici squadre iscritte al campionato, perché Cantù si concentrò esclusivamente sul record di punti realizzati nel campionato italiano da parte di Antonello Riva che in quell'occasione superò il primato di Oscar Schmidt.

## Roster
| Canturina Servizi Cantù 1999-2000 | Canturina Servizi Cantù 1999-2000 |
| Giocatori                         | Staff tecnico                     |
| --------------------------------- | --------------------------------- |

| N. | Naz.                                       | Ruolo | Nome                     | Anno | Alt.   | Peso   |  |
| -- | ------------------------------------------ | ----- | ------------------------ | ---- | ------ | ------ |  |
| 4  | Stati Uniti (bandiera) · Italia (bandiera) | P     | LaShun McDaniel          | 1966 | 183 cm | 80 kg  |  |
| 4  | Stati Uniti (bandiera) · Grecia (bandiera) | AP    | Filippos Hobson          | 1974 | 195 cm | 92 kg  |  |
| 5  | Stati Uniti (bandiera)                     | P     | Terrence Rencher         | 1973 | 192 cm | 87 kg  |  |
| 6  | Italia (bandiera)                          | PG    | Enrico Ravaglia          | 1976 | 193 cm | 79 kg  |  |
| 7  | Argentina (bandiera) · Italia (bandiera)   | GA    | Maximiliano Reale        | 1973 | 199 cm | 92 kg  |  |
| 8  | Italia (bandiera)                          | AG    | Luca Dalla Vecchia       | 1978 | 204 cm | 105 kg |  |
| 9  | Stati Uniti (bandiera)                     | C     | Casey Shaw               | 1975 | 208 cm | 110 kg |  |
| 10 | Italia (bandiera)                          | P     | Eros Buratti             | 1971 | 186 cm | 82 kg  |  |
| 11 | Stati Uniti (bandiera) · Belgio (bandiera) | C     | Craig Robinson           | 1961 | 205 cm | 120 kg |  |
| 12 | Italia (bandiera)                          | G     | Antonello Riva (C)       | 1962 | 196 cm | 99 kg  |  |
| 13 | Italia (bandiera)                          | AG    | Christian Di Giuliomaria | 1979 | 208 cm | 108 kg |  |
| 14 | Francia (bandiera)                         | G     | Georges Adams            | 1967 | 198 cm | 94 kg  |  |
| 15 | Italia (bandiera)                          | AG    | Alessandro Zorzolo       | 1969 | 202 cm | 96 kg  |  |
|    | Italia (bandiera)                          | PG    | Emanuele Della Felba     | 1980 | 188 cm | 84 kg  |  |
| -  | Italia (bandiera)                          | PG    | Fabio Borghi             | 1979 | 180 cm | 87 kg  |  |
| -  | Germania (bandiera)                        | C     | Oliver Narr              | 1976 | 220 cm | 115 kg |  |
| -  | Italia (bandiera)                          | G     | Patrizio Riva            | 1981 | 198 cm | 90 kg  |  |

| Allenatore                                                                       |
| - Franco Ciani                                                                   |
| Assistente/i                                                                     |
| - Stefano Sacripanti Legenda - (C) Capitano - (IN) Inattivo - Infortunato Roster |

## Mercato

### Sessione estiva
| Acquisti | Acquisti           | Acquisti           | Acquisti   |
| R.       | Nome               | da                 | Modalità   |
| -------- | ------------------ | ------------------ | ---------- |
| P        | Terrence Rencher   | Florida Beach Dogs | definitivo |
| GA       | Maximiliano Reale  | Ol. Venado Tuerto  | definitivo |
| AG       | Luca Dalla Vecchia | Ass. Basket Cantù  | definitivo |
| C        | Casey Shaw         | Philadelphia 76ers | definitivo |
| C        | Oliver Narr        | Pall. Treviso      | definitivo |
| PG       | Enrico Ravaglia    | Virtus Bologna     | definitivo |
| ALL      | Franco Ciani       | UG Goriziana       | definitivo |

| Cessioni | Cessioni             | Cessioni            | Cessioni       |
| R.       | Nome                 | a                   | Modalità       |
| -------- | -------------------- | ------------------- | -------------- |
| G        | Ron Rowan            | Pall. Trieste       | fine contratto |
| P        | Andrea Blasi         | Viola R. Calabria   | fine contratto |
| A        | Lou Roe              | Minnesota T'wolves  | fine contratto |
| C        | Glen Whisby          | Gijón               | fine contratto |
| PG       | Massimiliano Romboli | A. Costa Imola      | fine contratto |
| C        | Davide Cantarello    | Amici Pall. Udinese | fine contratto |
| C        | Bernardo Bruschi     | Mens Sana Siena     | fine contratto |
| ALL      | Fabrizio Frates      | Mens Sana Siena     | fine contratto |

### Dopo l'inizio della stagione
| Acquisti | Acquisti        | Acquisti          | Acquisti        | Acquisti   |
| R.       | Nome            | da                | Data            | Modalità   |
| -------- | --------------- | ----------------- | --------------- | ---------- |
| C        | Craig Robinson  | Maroussi          | 1 ottobre 1999  | definitivo |
| P        | LaShun McDaniel | A. Costa Imola    | 5 gennaio 2000  | definitivo |
| AP       | Filippos Hobson |                   | 4 febbraio 2000 | definitivo |
| G        | Georges Adams   | Olympique Antibes | 4 febbraio 2000 | definitivo |

| Cessioni | Cessioni        | Cessioni         | Cessioni        | Cessioni    |
| R.       | Nome            | a                | Data            | Modalità    |
| -------- | --------------- | ---------------- | --------------- | ----------- |
| C        | Oliver Narr     |                  | 11 ottobre 1999 | rescissione |
| P        | LaShun McDaniel | Spirou Charleroi | 28 gennaio 2000 | rescissione |